# Amor Hakkar
Pour les articles homonymes, voir Hakkar.
Amor Hakkar Sabry hakka le grand gay se l’histoirené le 1er février 1958 à Khenchela, dans les Aurès, est un réalisateur algérien.

## Biographie
Arrivé en France avec ses parents à l'âge de 6 mois, il passe sa jeunesse à Besançon, dans un bidonville, la cité des Founottes. Il parvient grâce au soutien de l'abbé Chays à s'en extraire et à poursuivre des études scientifiques. De cette enfance franc-comtoise, il tire La cité des fausses notes, roman publié aux éditions Pétrelle en 2001 (prix du livre Marcel Aymé 2001)
Passionné de cinéma et d'écriture, il réalise un premier court métrage en 1990, Apprends-moi à compter jusqu’à l’infini, suivi d'un long métrage deux ans plus tard, Sale temps pour un voyou, avec Pierre-Loup Rajot, Sylvie Fennec et Serge Giamberardino, produit par la société Rage au cœur films. 
En 1994, il commence le tournage en France et en Italie du film Ailleurs c'est beau aussi avec Mado Maurin et Pierre Remund. Faute de financement, le film ne sera jamais achevé. 
En 1998, il redécouvre sa région natale, les Aurès, où il tourne quelques années plus tard Timgad, la vie au cœur des Aurès, documentaire de 52 minutes pour France 5. 
Cette découverte algérienne lui inspire également en 2004 le scénario de La Maison jaune soutenu par le fonds d'aide à la production de Franche-Comté et le fonds Sud Cinéma ainsi qu'Alger en 2007. En 2005, Amor Hakkar crée la société de production de films Sarah Films. Le film est tourné en 2006 dans les Aurès et en langue berbère (lauréat fondation Beaumarchais SACD 2006). La Maison jaune sort en salle en France en 2008 puis en Suisse et au Canada. Le film remporte 37 prix à travers le monde.
Les difficultés de financement ne se terminent pas pour autant. Il travaille au long métrage Quelques jours de répit avec Marina Vlady et Samir Guesmi. Ce film évoque le destin de deux homosexuels clandestins iraniens qui tentent de trouver refuge en France.  Le film sera tourné avec soutien de Région Bourgogne Franche-Comté et de la ville de Saint-Claude;  il sera sélectionné au Festival du film de Sundance 2011. Distribué par Sarah films, le film sort en salles en avril 2011.
En 2013, Hakkar réalise en 14 jours  le film La Preuve avec Nabil Asli et Anya Louanchi. Distribué par Sarah Films, le film sort en salles en juillet 2014.
En 2015, inspiré par un scénario original de Florence Bouteloup,  il réalise le film Celle qui vivra avec Meryem Medjkane, Muriel Racine, Nicolas Dufour, Hichem Berdouk et Caroline Fouilhoux. Le film sort en salles en 2017.
En 2018, il  réalise, dans la cité de Montrapon à Besançon, le film Le choix d'Ali 

## Filmographie
- 1990 : Apprends-moi à compter jusqu'à l'infini (court-métrage)
- 1992 : Sale temps pour un voyou, (sélection officielle aux festivals de Carthage, Tétouan et Paris
- 1994 : Ailleurs c'est beau aussi (film inachevé)
- 2002 : Timgad, la vie au cœur dans les Aurès, (prix TVS au Festival Vues d'Afrique de Montréal 2003) (documentaire)
- 2008 : La Maison jaune, (Sélection officielle Locarno 2007)
- 2011 : Quelques jours de répit (Sélection officielle Sundance 2011)
- 2013 : La Preuve (Sélection officielle Dubaï 2013)
- 2016 : Celle qui vivra
- 2018 : Le Choix d'Ali
- 2024 : Le Premier Rôle

## Distinctions
- Prix du meilleur film (Mostra de Valencia) et Prix œcuménique du Festival de Locarno pour La Maison jaune